# Olympische Sommerspiele 1924/Schwimmen – 100 m Freistil (Frauen)
Der Schwimmwettkampf über 100 Meter Freistil der Frauen bei den Olympischen Spielen 1924 in Paris wurde vom 19. bis 20. Juli ausgetragen.

## Rekorde
Vor Beginn der Olympischen Spiele waren folgende Rekorde gültig.
| Weltrekord         | 1:12,8 min | Gertrude Ederle   | Newark, Vereinigte Staaten | 30. Juni 1923   |
| Olympischer Rekord | 1:13,6 min | Ethelda Bleibtrey | Antwerpen, Belgien         | 25. August 1920 |

Folgende neue Rekorde wurden aufgestellt:
| Weltrekord | 1:12,2 min | Mariechen Wehselau | Vorlauf 1 |

## Ergebnisse

### Vorläufe
Die ersten zwei Athletinnen eines jeden Laufs und die schnellste Dritte qualifizierten sich für das Halbfinale.

#### Lauf 1
| Rang | Athlet             | Nation             | Zeit       | Anm.  |
| ---- | ------------------ | ------------------ | ---------- | ----- |
| 1    | Mariechen Wehselau | Vereinigte Staaten | 1:12,2 min | Q, WR |
| 2    | Vera Tanner        | Großbritannien     | 1:22,4 min | Q     |
| 3    | Agnete Olsen       | Dänemark           | 1:23.0     |       |

#### Lauf 2
| Rang | Athlet               | Nation             | Zeit       | Anm. |
| ---- | -------------------- | ------------------ | ---------- | ---- |
| 1    | Ethel Lackie         | Vereinigte Staaten | 1:12,8 min | Q    |
| 2    | Florence Barker      | Großbritannien     | 1:20,8 min | Q    |
| 3    | Ernestine Lebrun     | Frankreich         | 1:23,4 min |      |
| 4    | Wivan Pettersson     | Schweden           | 1:27,4 min |      |
| 5    | Karen Maud Rasmussen | Dänemark           | 1:29,0 min |      |

#### Lauf 3
| Rang | Athlet                     | Nation             | Zeit       | Anm. |
| ---- | -------------------------- | ------------------ | ---------- | ---- |
| 1    | Gertrude Ederle            | Vereinigte Staaten | 1:12,6 min | Q    |
| 2    | Mariette Protin            | Frankreich         | 1:22,2 min | Q    |
| 3    | Hedevig Rasmussen-Gjørling | Dänemark           | 1:22,4 min |      |
| 4    | Gulli Ewerlund             | Schweden           | 1:23,2 min |      |

#### Lauf 4
| Rang | Athlet          | Nation         | Zeit       | Anm. |
| ---- | --------------- | -------------- | ---------- | ---- |
| 1    | Constance Jeans | Großbritannien | 1:16,0 min | Q    |
| 2    | Gwitha Shand    | Neuseeland     | 1:21,0 min | Q    |
| 3    | Marie Vierdag   | Niederlande    | 1:22,0 min | q    |
| 4    | Hjördis Töpel   | Schweden       | 1:25,8 min |      |

### Halbfinale
16. Juli 1924
Die ersten zwei Athletinnen eines jeden Laufs und die schnellste Dritte qualifizierten sich für das Finale.

#### Halbfinale 1
| Rang | Athlet             | Nation             | Zeit       | Anm. |
| ---- | ------------------ | ------------------ | ---------- | ---- |
| 1    | Mariechen Wehselau | Vereinigte Staaten | 1:15,2 min | Q    |
| 2    | Ethel Lackie       | Vereinigte Staaten | 1:16,0 min | Q    |
| 3    | Vera Tanner        | Großbritannien     | 1:18,6 min | q    |
| 4    | Marie Vierdag      | Niederlande        | 1:21,2 min |      |
| 5    | Florence Barker    | Großbritannien     | 1:21,4 min |      |

#### Halbfinale 2
| Rang | Athletin        | Nation             | Zeit       | Anm. |
| ---- | --------------- | ------------------ | ---------- | ---- |
| 1    | Gertrude Ederle | Vereinigte Staaten | 1:15,4 min | Q    |
| 2    | Constance Jeans | Großbritannien     | 1:16,6 min | Q    |
| 3    | Gwitha Shand    | Neuseeland         | 1:22,4 min |      |
| 4    | Mariette Protin | Frankreich         | 1:22,8 min |      |

### Finale
18. Juli 1924
| Rang | Athletin           | Nation             | Zeit       | Anm. |
| ---- | ------------------ | ------------------ | ---------- | ---- |
| 1    | Ethel Lackie       | Vereinigte Staaten | 1:12,4 min |      |
| 2    | Mariechen Wehselau | Vereinigte Staaten | 1:12,8 min |      |
| 3    | Gertrude Ederle    | Vereinigte Staaten | 1:14,2 min |      |
| 4    | Constance Jeans    | Großbritannien     | 1:15,4 min |      |
| 5    | Vera Tanner        | Großbritannien     | 1:20,8 min |      |